# María Luisa Faneca
María Luisa Faneca López (Isla Cristina, 13 de septiembre de 1957) es una política española, exalcaldesa de Isla Cristina, presidenta del PSOE de Huelva y diputada en las Cortes Generales por dicha provincia en las xiii y xiv legislaturas.

## Funciones
Faneca es licenciada en magisterio y funcionaria del Estado. Como funcionaria, ha sido destinada en la Dirección Provincial de Huelva del Instituto Social de la Marina (ISM) y a la Delegación Provincial de Servicios Sociales de la Junta de Andalucía, así como directora general de Pesca y Acuicultura del mencionado gobierno regional.
En las elecciones municipales de 2007 fue elegida como alcaldesa de su localidad natal. Cargo que desempeñó hasta las elecciones de 2015. Asimismo, ha sido vicepresidenta de la Diputación Provincial de Huelva y presidenta del Servicio de Gestión Tributaria de dicha provincia. A nivel estatal, también ha sido presidenta de la Sociedad Estatal de Agricultura, Ganadería y Pesca (SAECA).
Una vez en proceso la creación de la lista electoral, la agrupación local decidió que Faneca no se presentara. Ésta pasó a la agrupación provincial de Huelva y en las elecciones generales de 2019 entró en el Congreso de los Diputados ocupando uno de los escaños del PSOE.